# WARP (山田タマルのアルバム)
『WARP』（ワープ）は、山田タマルのインディーズデビューミニアルバム。

## 解説
2005年3月2日に江戸屋株式会社からリリースされた。
自身初のCD作品となる。他アーティストの作品にボーカル参加するきっかけになった（参加作品は山田タマルの項を参照のこと）。
収録曲「To You」は自主制作時代のミニアルバム『Nothing but;』収録曲の「Nothing for me」のリアレンジバージョンである。

## 収録曲
1. To You
2. Chances
3. WARP
4. Shade Away
5. According to winds